# La odisea de los giles
La odisea de los giles és una pel·lícula argentina de aventura i drama estrenada el 2019, coescrita i dirigida per Sebastián Borensztein. La cinta és protagonitzada per Ricardo Darín i Luis Brandoni. guió és una adaptació de l'obra original de Eduardo Sacheri titulada La noche de la Usina, publicada en 2016. Va ser seleccionada per a participar en la 44° edició del Festival de Cinema de Toronto en la secció Special Presentations.
Va obtenir el premi a la Millor pel·lícula iberoamericana en la 34a edició dels Premis Goya.
La pel·lícula es basa en els anys de la crisi econòmica de 1998 a 2002, on un grup de veïns d'un poble de la província de Buenos Aires descobreix que els estalvis que tenien en el banc per a la creació d'una cooperativa van ser retinguts a causa d'una estafa realitzada per un advocat i el gerent d'un banc. Per a recuperar els diners perduts, s'organitzen i armen un pla entre els veïns del poble.
La pel·lícula va ser seleccionada per a representar Argentina en la categoria de Millor pel·lícula internacional de la 92a edició dels Premis Oscar, encara que no va quedar entre les preseleccionades per competir.

## Sinopsi
La trama de la història se situa durant la crisi argentina del 2001. Narra la història d'un grup de veïns d'un petit poble argentí (Alsina), i el seu intent de superar la crisi amb un projecte col·lectiu. Quan sobrevé el "corralito" es veuen embolicats en una estafa que els deixa pràcticament en la ruïna. Els veïns aviat veuran l'oportunitat de venjar-se mitjançant mètodes sui generis, i aconseguir així una merescuda revenja.

## Repartiment
- Ricardo Darín com Fermín Perlassi.
- Luis Brandoni com Fontana.
- Chino Darín com Rodrigo Perlassi.
- Verónica Llinás com Lidia Perlassi.
- Daniel Aráoz com Belaúnde.
- Carlos Belloso com Atanasio Medina.
- Rita Cortese com Carmen Lorgio.
- Andrés Parra com Fortunato Manzi.
- Marco Antonio Caponi com Hernán Lorgio.
- Ale Gigena com Eladio Gómez.
- Guillermo Jacubowicz com José Gómez.
- Luciano Cazaux com Alvarado.
- Ailín Zaninovich com Florencia.
- José María Marcos com Seoane.
- Ramiro Vayo com "El Turco" Safa.
- Germán Godoy com Deluca.
- Jaquelina Pietrani com esposa de Manzi.
- Rubén Alberto Albarracín com Saldaño.
- Karina Hernández com Alicia Gómez.
- Giannina Giunta com núvia del casament.
- Marcos José Metta com nuvi del casament.
- Javier Grecco com locutor del casament.
- Alejandro Carrillo Penovi com Vázquez.

## Recepció

### Crítica
Segons el portal web Todas las críticas, la pel·lícula va ser molt ben rebuda per la premsa, amb una puntuació mitjana de 76/100, basada en 52 ressenyes, de les quals el 98% van ser positives.

### Comercial
La odisea de los giles va ser l'única cinta nacional de 2019 a encapçalar la taquilla argentina en la seva estrena. En el seu primer dia, la cinta va comptar amb un ampli llançament, comptabilitzant aproximadament 380 sales i al voltant de 34.000 entrades venudes. En el seu segon dia, la pel·lícula va créixer en exposició fins a unes 444 sales computades i 54.000 entrades. Arrencant amb el cap de setmana i, per tant, amb els dies de majors vendes, el seu primer dissabte (i tercer dia en cartellera) va representar novament una pujada a les sales disponibles d'exposició, augmentant fins a les 469 en tot el país i 117.000 nous espectadors. A les projeccions del diumenge va aconseguir el pic màxim de sales disponibles amb un estimat de 482, aconseguint així un rècord per al cinema nacional com la cinta amb el major llançament en la història (les 482 sales van superar l'aconseguit prèviament per El Ángel, el 2018, quan es va estrenar en 354). Al seu torn la quantitat d'entrades venudes va decréixer a unes 116.000, la qual cosa va representar un petit minvament de l'1% respecte al dia anterior. El dilluns, firat no laborable a l'Argentina, va sumar altres 82.000 entrades venudes, el dimarts 28.000 i el dimecres 49.000, la qual cosa va suposar una primera setmana en cartellera amb 480.000 espectadors.
Per al seu segon cap de setmana en cartellera, la pel·lícula només va decréixer en audiència un 20% respecte a l'anterior, amb un estimat de 258.000 espectadors i un agregat de 89.000 més en acabar la seva segona setmana completa, comptabilitzant uns 347.000 espectadors. Durant la seva tercera setmana en cartellera, La odisea de los giles va superar el milió d'espectadors (fita aconseguida després de 17 dies en cartellera). En finalitzar aquesta setmana la pel·lícula va sumar altres 253.000 espectadors (i una caiguda del 27% respecte a la setmana anterior), aconseguint novament el lloc número 1 en la taquilla.
A mitjans de desembre de 2019, l'acumulat total a l'Argentina era de més d'1.800.000 entrades venudes, quantitat que la converteix en la pel·lícula nacional més vista d'aquest any.

## Premis i nominacions

### Participació en festivals de cinema
| Festival                  | Data d'esdeveniment          | Categoria             | Premi              | Ref.   |
| ------------------------- | ---------------------------- | --------------------- | ------------------ | ------ |
| Festival de Toronto       | 5 al 15 de setembre de 2019  | Special Presentations | Només participació | [ 2 ]  |
| Festival de Sant Sebastià | 20 al 28 de setembre de 2019 | Secció oficial        | Només participació | [ 16 ] |

### Premis
El 25 de gener de 2020 va obtenir el Goya a la millor pel·lícula estrangera de parla hispana als XXXIV Premis Goya. Una setmana abans havia obtingut el premi a la millor pel·lícula hispanoamericana als XXV Premis Cinematogràfics José María Forqué.